# Arcavell
Arcavell – miejscowość w Hiszpanii, w Katalonii, w prowincji Lleida, w comarce Alt Urgell, w gminie Les Valls de Valira.
Według danych INE w 2020 roku liczyła 32 mieszkańców – 16 mężczyzn i 16 kobiet. 